# Макс Салмінен
Макс Салмінен  (швед. Max Salminen, 22 вересня 1988) — шведський яхтсмен, олімпійський чемпіон.

## Виступи на Олімпіадах
| Олімпіада   | Дисципліна | Місце |
| ----------- | ---------- | ----- |
| Лондон 2012 | Зоряний    | 1     |